# 貫索
贯索是中国古代星官名，属三垣之中的天市垣，指的是平民百姓的牢狱，或是绳索市场，贯索星官共由九星组成，在现在通用的88星座中属于北冕座。《春秋緯》曰：「貫索，賊人之牢。中星實，則囚多，虛，則開脫。」

## 贯索九星
- 贯索一，北冕座π，视星等5.59
- 贯索二，北冕座θ，视星等4.16
- 贯索三，北冕座β，视星等3.68
- 贯索四，北冕座α，视星等2.23
- 贯索五，北冕座γ，视星等3.84
- 贯索六，北冕座δ，视星等4.63
- 贯索七，北冕座ε，视星等4.15
- 贯索八，北冕座ι，视星等4.99
- 贯索九，北冕座ρ，视星等5.41

## 贯索增十三星
清钦天监，1752年编成《仪象考成》星表，贯索增加了13颗肉眼可见的星。